# Trofeo Salvatore Morucci
Pour les articles homonymes, voir Morucci.
Le Trofeo Salvatore Morucci est une course cycliste italienne disputée à San Martino al Cimino (it) dans la province de Viterbe, en région Latium. Il a fait partie de l'UCI Europe Tour de 2007 à 2009 en catégorie 1.2.
La course rend hommage à Salvatore Morucci, un cycliste mort dans un accident.